# Revolutionaire Volkspartij van Benin
De Revolutionaire Volkspartij van Benin (Frans: Parti de la Révolution Populaire du Bénin) was een politieke partij in de Volksrepubliek Benin. De partij werd in 1975 opgestart door generaal Mathieu Kérékou. Door de nieuwe grondwet van 30 november 1975 werd de volkspartij de enige wettelijke partij in het land.